# Kanariepietje
Het kanariepietje (Agapeta zoegana) is een vlinder uit de familie Tortricidae (bladrollers).

## Herkenning
De vlinder heeft een spanwijdte tussen de 17 en 25 millimeter. De voorvleugel is okergeel tot oranjerood, met een bruine tekening. Deze soort zou verward kunnen worden met de distelbladroller, maar bij die soort is de gele grondkleur veel bleker. De vliegtijd is van mei tot augustus en volwassen vlinders houden zich overdag verscholen tussen dichte begroeiing. Ze vliegen vanaf de schemering in korte vluchten en komen matig op licht af.

## Waardplant
Het kanariepietje is vooral bekend van de waardplanten zwart knoopkruid (Centaurea nigra) en knoopkruid (Centaurea jacea), maar daarnaast worden duifkruid (Scabiosa columbaria), beemdkroon (Knautia arvensis) en zaagblad (Serratula tinctoria) genoemd. De rups leeft in een gesponnen aan de wortel van de waardplant en verpopt in de eigen gang in de wortel.

## Verspreiding
Het kanariepietje komt verspreid over het west-palearctische gebied tot de Oeral en Klein-Azië voor. De soort is in Nederland en België een zeldzame soort, die verspreid over het hele gebied wordt gevonden. In Noord-Amerika is de soort ingevoerd om de Europese exoten knoopkruid en zwart knoopkruid te bestrijden. Sommige staten bieden de vlinders gratis aan om de economische schade door knoopkruid te beperken.